# Complexo convectivo de mesoescala

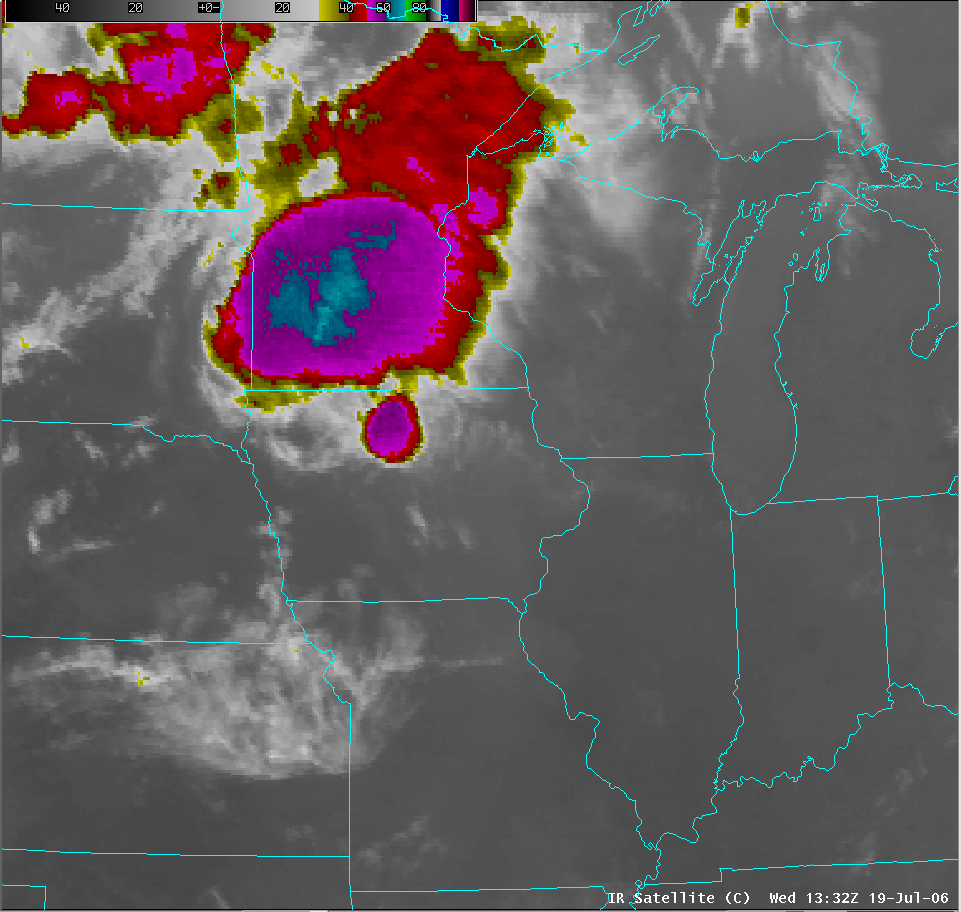
Um complexo convectivo de mesoescala sobre o meio-oeste dos Estados Unidos. As áreas azuladas e rosadas indicam região de nuvens com grande desenvolvimento vertical e, portanto, intensa convecção.

Um complexo convectivo de mesoescala é um tipo especial de Sistema Convectivo de Mesoescala. 
Comumente chamado de CCM, ele é definido por características observadas em imagens de satélite no canal infravermelho, tal como formato simétrico peculiar da célula convectiva (circular) e pelos limiares de temperatura de brilho (topos de nuvens com temperaturas inferiores a -50°C). Além do mais, CCMs possuem longa duração (tempo de vida de até 6h) e são de origem noturna, podendo continuar durante o amanhecer se as condições forem propícias. 
Normalmente, estão associados a chuvas torrenciais, rajadas violentas de vento, granizo, descargas atmosféricas e, eventualmente, tornados.
No Brasil eles nascem inicialmente no Paraguai e quase sempre atingido com mais força o oeste dos três estados do sul do país,e também o sul,sudoeste do Mato Grosso do Sul."Nascem" quando o calor e a umidade estão em niveis altos,ele pode atingir até 500k km² e com o formato redondo.